# سام دي غراسي
سام دي غراسي هو ممثل كندي، ولد في 12 يونيو 1875 بنيو برونزويك في كندا، وتوفي في 29 نوفمبر 1953 بهوليوود في الولايات المتحدة بسبب نوبة قلبية.

## أعمال

### أفلام
- (1922) روبن هود[3][4]
- (1928) الجلبة

## وصلات خارجية
- سام دي غراسي على موقع IMDb (الإنجليزية)
- سام دي غراسي على موقع ألو سيني (الفرنسية)
- سام دي غراسي على موقع أول موفي (الإنجليزية)
- سام دي غراسي على موقع قاعدة بيانات الأفلام السويدية (السويدية)
- سام دي غراسي على موقع قاعدة بيانات الفيلم (الإنجليزية)
- سام دي غراسي على موقع كينوبويسك (الروسية)